# Jukka Santala

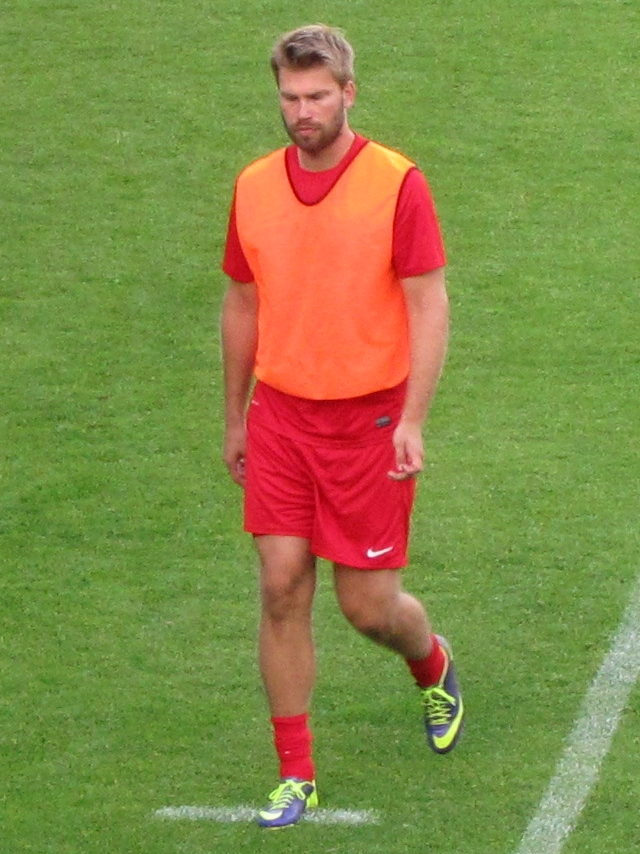
Jukka Santala em 2014

Jukka Santala (Helsinki, 10 de setembro de 1985) é um futebolista finlandês.